# Tvillingar

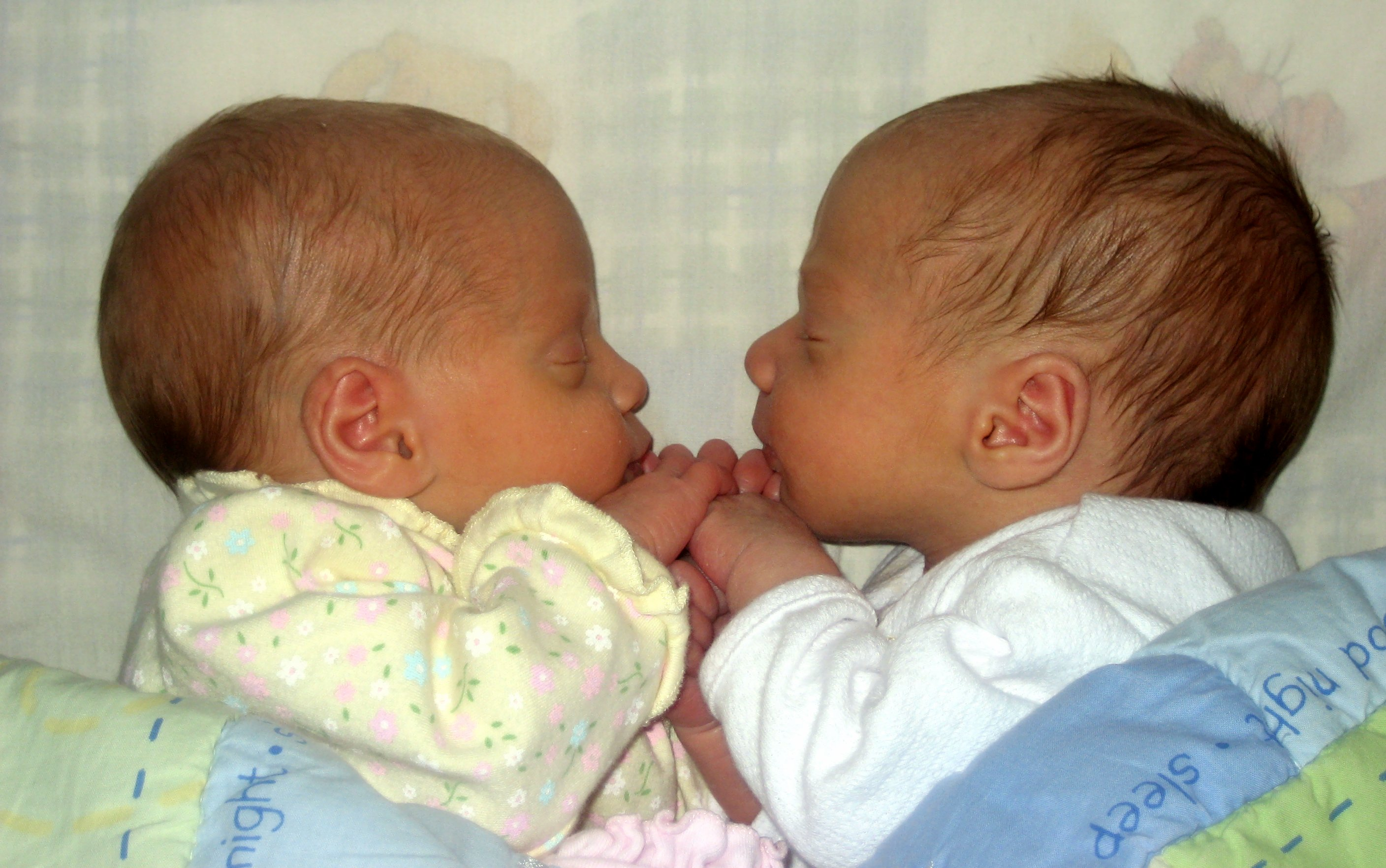
Tvillingar

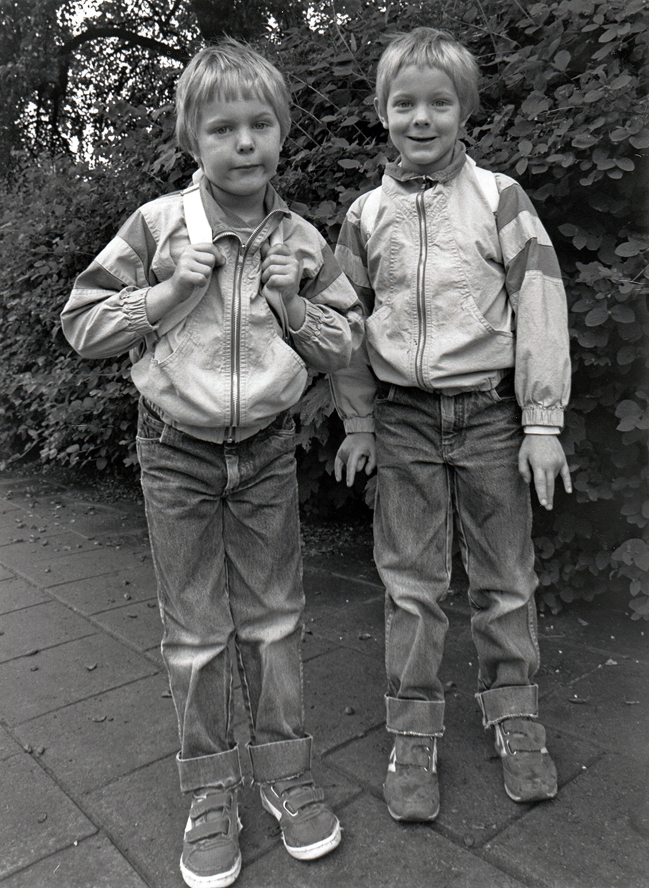
Sju år gamla tvåäggstvillingar.

Tvillingar är två människor födda efter samma graviditet. 

## Olika former av tvillingar
Man skiljer mellan enäggstvillingar (isogena individer) som kommer från ett enda befruktat ägg som delat sig och tvåäggstvillingar som kommer från två olika ägg. Följaktligen kan tvåäggstvillingar vara såväl likkönade som olikkönade, medan enäggstvillingar alltid har samma kön. Tvåäggstvillingar är inte mer lika varandra genetiskt än vanliga syskon. Vid superfekundation kan tvåäggstvillingar ha olika biologiska pappor och vara genetiska halvsyskon. Vid ungefär var 80:e förlossning föds det tvillingar. Sannolikheten för tvillingbörd ökar genom ärftlighetsfaktorer, moderns ålder, och huruvida hon genomgått tidigare förlossningar. Olika former av fertilitetsbehandlingar har under senare år kraftigt ökat förekomsten av tvillingar. Medicinskt anses detta inte önskvärt, då tvillinggraviditeter och tvillingförlossningar alltid innebär högre hälsorisker[källa behövs].
Vad gäller enäggstvillingar kan siamesiska tvillingar uppkomma om ägget ej delar sig helt. Detta är då två individer som på något sätt sitter ihop.
Det figurerar också uppgifter om enäggstvillingar med olika genetiska uppsättningar.

## Tvillingar inom forskning
Studier av tvillingar är viktiga inom medicinsk och psykologisk forskning. Genom sådana kan man bättre förstå samspelet mellan arv och miljö när det gäller utvecklingen av olika personlighetsdrag och sjukdomar.
I Sverige inrättades 1961 det Svenska Tvillingregistret, som omfattar fler än 86 000 tvillingpar, födda år 1886 och framåt. Genom sin omfattning är det unikt i världen. Registret förvaltas av Karolinska institutet och är av intresse för forskare både i Sverige och utomlands.
Trots att tvillingar i alla tider har fascinerat människan så var det först på 1800-talet som forskaren, Sir Francis Galton, insåg möjligheten att använda tvillingar för att studera förhållandet mellan arv och miljö. Enäggstvillingar är genetiskt lika och ändå skiljer sig deras fysiska och psykiska tillstånd åt. Galton kom fram till att skillnaden måste bero på någonting annat - miljön.

### Epidemiologisk tvillingforskning
Genom att jämföra enäggstvillingar med tvåäggstvillingar, som har i genomsnitt 50% gemensamma gener, kan man beräkna förhållandet mellan arv och miljö, så kallad epidemiologisk forskning. På detta sätt har till exempel sambandet mellan rökning och lungcancer upptäckts och man har konstaterat att Alzheimers sjukdom är ärftligt betingad.

### Beteendevetenskaplig tvillingforskning
Tvillingar används också i pedagogisk forskning om tvillingarna själva och tvillingskapets konsekvens för individen, jämfört med enlingar.
Skillnader i utveckling och andra psykologiska effekter har kunnat konstateras vid till exempel Lärarhögskolan i Stockholm där man sedan många år bedrivit forskning om tvillingars mentala utveckling.

### Medicinsk tvillingforskning
I hela världen bedrivs omfattande medicinsk forskning vid olika institutioner och vart tredje år presenteras alla nya rön vid en kongress anordnad av International Society of Twin Studies.
Forskningen koncentreras ofta kring perinatala faktorer, till exempel vad det är som orsakar prematura förlossningar, och det är den här forskningen som mest gagnar tvillingar och deras föräldrar.
Forskningen syftar till att hitta orsaker till komplikationer i samband med flerbörd och i förlängningen åtgärder som kan förhindra dessa komplikationer.

## Enskilda fall
De stora mängder tvillingstudier som gjorts har bland annat resulterat i att några spektakulära tvillingpar blivit omskrivna i medier och nått viss berömmelse. Ett fall är de amerikanska tvillingbröderna Jim, som i en studie av Minnesota Study of Twins Reared Apart uppvisade en lång rad sammanträffanden i fråga om allt från begåvning och yrkesval till namn på hustru och husdjur. 
Ett annat exempel är tvillingbröderna Oskar Stohr och Jack Yufe, varav den förstnämnde fick en katolsk/nazistisk uppfostran i Tredje riket, medan den andra fick en judisk uppfostran i Trinidad och USA. När tvillingparet studerades av Minnesota Study of Twins Reared Apart (på initiativ av bröderna själva) uppvisade de en stor rad likheter i fråga om både vanor och utseende.

## Sverige
Ett exempel från Sverige är en familj som har fått tre tvillingpar som alla blivit till på naturlig väg och är födda mellan 2002 och 2007 genom vaginal förlossning. Ett annat exempel är ett svenskt tvillingpar som föddes extremt för tidigt i graviditetsvecka 23 år 2007. De drabbades av svåra hjärnblödningar men har idag inga påtagliga men av det.

### Sex tvillingpar i samma syskonskara
Sannolikheten för en tvillinggraviditet är cirka 1/85 graviditeter, men har en kvinna tidigare haft en tvillinggraviditet är sannolikheten för tvillingar vid de senare graviditerna ungefär dubbelt så hög. Rapporteringen för tvillingfödslar i Sverige är inte säker före 1800-talet, men från slutet av seklet är de väl belagda i kyrkoböckerna. En kvinna har fött sex (6) tvillingpar inom en sammanlagd barnaskara på 14 barn.
Charlotta (Lotten) Trybom, född  Carlsdotter den 12 februari 1859 på Stora Askö i Tjust skärgård, Kalmar län och avliden 24 januari 1936 genomgick sex tvillinggraviditeter varav tre av tvillingparen var samkönade, men det är okänt om de olika samkönade tvillingparen var enäggs- eller tvåäggstvillingar. Av de tolv tvillingarna dog fyra i späd ålder medan en drunknade som tonåring och en dog i spanska sjukan vid 32 års ålder. En avlider sedan vid 56 års ålder medan resterande fem blev mellan 75 och 97 år gamla.
Nio av de totalt 14 barnen nådde vuxen ålder. Dessa syskon bildade egna familjer och fick tillsammans 19 barn. En av döttrarna fick ett par tvillingflickor och dessutom hade Lottens syster fått ett par tvillingar, men i övrigt saknas uppgifter på tvillingar i Lottens släkt.
| Födelsedatum | Dödsdatum  | Namn                  | Dödsorsak      |
| ------------ | ---------- | --------------------- | -------------- |
| 1886-01-03   | 1966-09-05 | Gerhard (Georg)       |                |
| 1886-01-03   | 1918-11-12 | Sigurd                | Spanska sjukan |
| 1887-10-20   | 1964-12-19 | Adam (Kalle)          |                |
| 1887-10-20   | 1943-09-26 | Eva                   |                |
| 1890-09-03   | 1891-05-01 | David                 | Spädbarnsdöd   |
| 1890-09-03   | 1973-08-04 | Daniel                |                |
| 1893-09-18   | 1912-03-03 | Josef                 | Drunknad       |
| 1893-09-18   | 1969-04-07 | Maria (Maja)          |                |
| 1895-11-28   | 1896-08-16 | Isak                  |                |
| 1895-11-28   | 1993-04-10 | Rebecka (Alba)        |                |
| 1899         | 1899       | Odöpta tvillingpojkar | Spädbarnsdöd   |

Källa:

## Tvillingar inom kultur
I många litterära och filmiska verk har tvillingar (framför allt identiska enäggstvillingar) en särskild betydelse, eftersom de är naturens dubbelgångare, vilket presenterar många dramatiska möjligheter. En av de vanligaste klichéerna är den onde tvillingen. Ett känt tvillingpar inom filmens värld är The Olsen Twins, som är kända från bland annat TV-serien Huset fullt.